# Гончаренко Світлана Валентинівна
Гончаренко Світлана Валентинівна, до шлюбу Дороніна; нар. 28 травня, 1971, Ростов-на-Дону, СРСР) — російська легкоатлетка, бронзова призерка XXVII Олімпійських ігор у естафеті 4 х 400 метрів (2000). Заслужений майстер спорту Росії, нагороджена орденом «За заслуги перед Вітчизною» ІІ ступеня (2001).

## Життєпис
Народилася 28 травня 1971 року у Ростові-на-Дону.
Прийшла у спорт у 1982 році, у віці 11 років.
Перші тренери — Ю. Сидорін та Г. Прохоров.
Закінчила Новочеркаський державний технічний університет.
У збірній Росії з 1987 року.
Чоловік і тренер: Владлен Вікторович Гончаренко. Дочка: Анастасія.

## Спортивна кар'єра
У 1994 р. стала бронзовою призеркою чемпіонату світу у бігу на 400 метрів. На Олімпіаді в Сіднеї разом з Юлією Сотніковою, Ольгою Котляровою та Іриною Приваловою завоювала бронзову медаль у естафеті 4×400 метрів.
На чемпіонатах світу ставала срібною призеркою і переможницею — у 1995 та 1999 роках.
Трикратна переможниця чемпіонатів світу в приміщенні, срібна призерка чемпіонату Європи та двократна переможниця чемпіонатів Європи в приміщенні.
Заслужений майстер спорту (легка атлетика, 200 м, 400 м). Особисті рекорди: 200 м — 22,43 (1998);
400 м — 50,23 (2000).